# 플로렌스 퓨
플로렌스 퓨(영어: Florence Pugh, 1996년 1월 3일 ~ )는 잉글랜드의 배우이다. 2014년 영화 《폴링》을 통해 배우 데뷔를 하였다. 2016년 영화 《레이디 맥베스》에서 캐서린 레스터 역을 연기해 평단의 호평을 받으면서 주목 받기 시작했다. 영화 《레이디 맥베스》에서의 역으로 2017 영국 독립 영화상 여우주연상을 수상했다. 2019년 영화 《작은 아씨들》에서 에이미 마치 역을 연기해 아카데미 여우조연상, 영국 아카데미 여우조연상 후보에 올랐다.

## 생애와 경력

### 데뷔 이전
플로렌스 퓨는 1996년 옥스퍼드에서 태어났다. 아버지 클린턴 퓨(Clinton Pugh)는 식당을 경영했고 어머니 데버라는 댄스 강사였다. 오빠 토비 서배스천과 언니 애러벨라 기빈스(Arabella Gibbins)는 같은 배우로 활동중이다. 어릴 때에는 스페인 남부 안달루시아 지방에서 잠시 지내기도 했다. 6세 때 학교 크리스마스 연극에서 성모 마리아 역을 맡아 처음 연기에 발을 들이게 되었다.

### 배우 데뷔와 주목

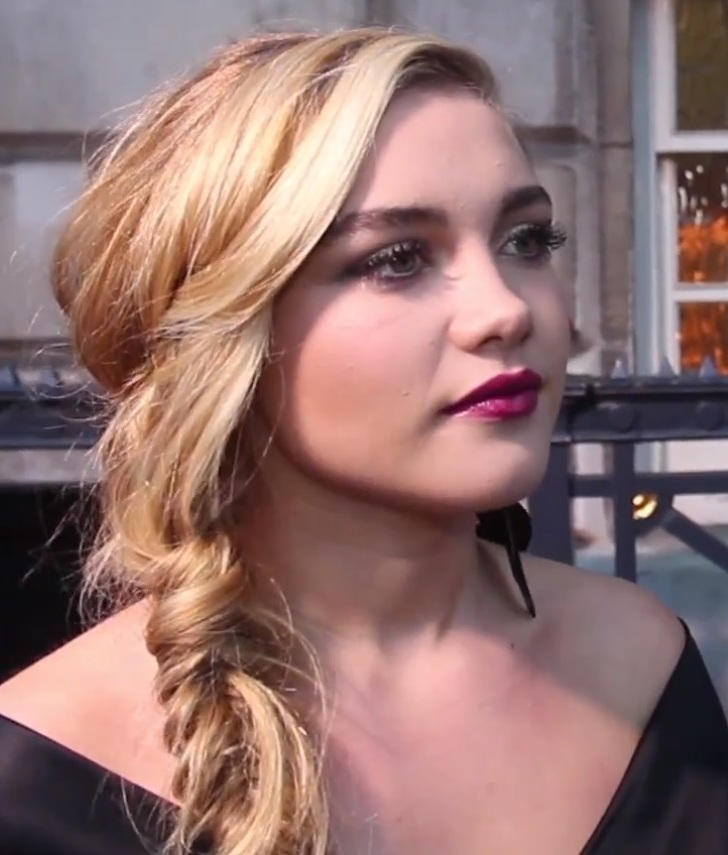
2014년의 플로센스 퓨.

2014년, 17세의 나이로 영화 《폴링》으로 데뷔했다. 소녀들의 어두운 성장기를 그린 작품으로, 당시 《왕좌의 게임》에 출연하고 있던 메이지 윌리엄스와 호흡을 맞추었다. 2년 뒤의 차기작 《레이디 맥베스》에서, 억압된 삶을 살다가 점차 욕망에 눈이 멀기 시작한 '캐서린' 역을 맡아 영국 독립 영화상에서 여우주연상을 수상하고, 영국 아카데미 영화상 신인상 후보로 오른다. 《폴링》의 캐럴 몰리 감독은 오디션 당시 "플로렌스 퓨는 어린 케이트 윈슬렛을 떠올리게 한다"며 칭찬했고, 《레이디 맥베스》의 윌리엄 올드로이드 감독은 "모든 자질을 천성적으로 갖추고 있는 배우"로 퓨를 평가했다.
2018년에는 리엄 니슨이 주연한 액션 블록버스터 《커뮤터》에서 증인의 한 명인 여대생 역으로, 앤서니 홉킨스 주연의 BBC 방영 영화 《리어왕》에서 코델리아 역으로, 그리고 넷플릭스 사극 영화 《아웃로 킹》에서 주인공 로버트 1세(크리스 파인)의 아내 엘리자베스 드 버그 역으로 출연했다. 같은 해 BBC에서 방영된 6부작 드라마 《리틀 드러머 걸》에서 퓨는 주인공 찰리 로스 역을 맡았다. 《리틀 드러머 걸》은 존 르카레의 동명 소설이 원작으로 박찬욱 감독이 연출하는 드라마 시리즈로, 퓨가 연기하는 찰리는 모사드의 비밀 작전에 연루되어 스파이가 된 무명 배우 캐릭터이다. 박찬욱 감독은 《레이디 맥베스》를 보고 그녀를 만나 캐스팅하였다고 밝히며, "나이도 어린데 그 젊은 배우가 영화 전체를 장악한다, 많은 감정이 억제된 가운데서 강렬하게 인물을 표현했다"라고 그녀를 묘사했다.

### 2019년
2019년에 퓨는 포브스지의 '유럽의 30세 미만 영향력 있는 30인'에 선정된 것과 더불어, 본격적인 대형 영화의 주연을 맡으며 커리어면에서 크게 성장한다. 우선 코미디 영화 《파이팅 위드 마이 패밀리》에서는 WWE 레슬링에 도전하는 주인공 페이지 역을 맡아, 리나 헤디, 드웨인 존슨이 분한 다른 가족들과 충돌하는 연기를 보여주었다. 그리고 차기작인 아리 애스터 감독의 오컬트 공포 영화 《미드소마》에서는 정신적으로 불안정한 주인공 대니 역을 맡았다. 《미드소마》는 대니가 남자친구와 다른 친구들과 같이 스웨덴 벽지 마을 축제를 구경갔다가 마주치는 기괴한 의식을 다룬 작품으로, 퓨는 정신적으로 불안정하고 복잡한 내면 연기를 펼쳤다. 씨네21의 장영엽 기자는 퓨가 영화에서 ' 아리 애스터 세계의 복잡다단함을 상징'한다며 멜로와 호러 장르를 자유롭게 오가는 영화의 가장 중요한 질료라고 비평하였다.
퓨의 마지막 2019년 영화는 《작은 아씨들》이다. 루이자 메이 올컷의 고전 소설 《작은 아씨들》을 그레타 거윅 감독이 새로이 영화화한 이 작품에서 퓨는 마치 씨네 자매의 막내 에이미 역을 연기했다. 퓨의 에이미는 소설 속 에이미의 유구한 캐릭터였던 '제멋대로인 막내'에 더해 화가로서의 재능과 현실 사이에서 갈등하는 섬세한 면모를 표현하였다. 이러한 에이미의 캐릭터에 대해 퓨는 기자회견에서 "나는 언제나 사람들이 싫어할 법한 캐릭터에 관심이 있다"면서, 그동안 적처럼 비친 에이미를 가족의 안정적 삶을 위해 야망을 포기하는 현실적인 캐릭터로 재발견하도록 하려는 거윅 감독의 의도를 전하고 싶었다고 말하였다. 퓨는 《작은 아씨들》로 이듬해 아카데미 여우주연상, 영국 아카데미 여우주연상 후보에 올랐다.
한편 2019년 4월, 퓨는 마블 시네마틱 유니버스 영화 《블랙 위도우》의 조역으로 데이비드 하버, 레이철 바이스, O. T. 패그벤레이와 함께 캐스팅되었다. 퓨의 배역은 옐레나 벨로바 역으로 확정되었다. 옐레나 벨로바는 원작 만화의 2대 블랙 위도우로, 퓨는 옐레나를 주인공 나타샤의 여동생 역할(sister figure)이라고 묘사하였다. 버라이어티지의 저스틴 크롤 기자에 따르면, 마블 스튜디오는 퓨를 2018년 12월부터 옐레나 역으로 고려하였다가 세어셔 로넌을 포함한 다른 여배우들로 눈을 돌렸는데, 《파이팅 위드 마이 패밀리》의 흥행 이후 퓨를 캐스팅하는 것으로 결정되었다고 한다.

## 사생활
2019년 4월경부터 퓨는 배우 잭 브래프와 교제하고 있다.

## 출연작 목록

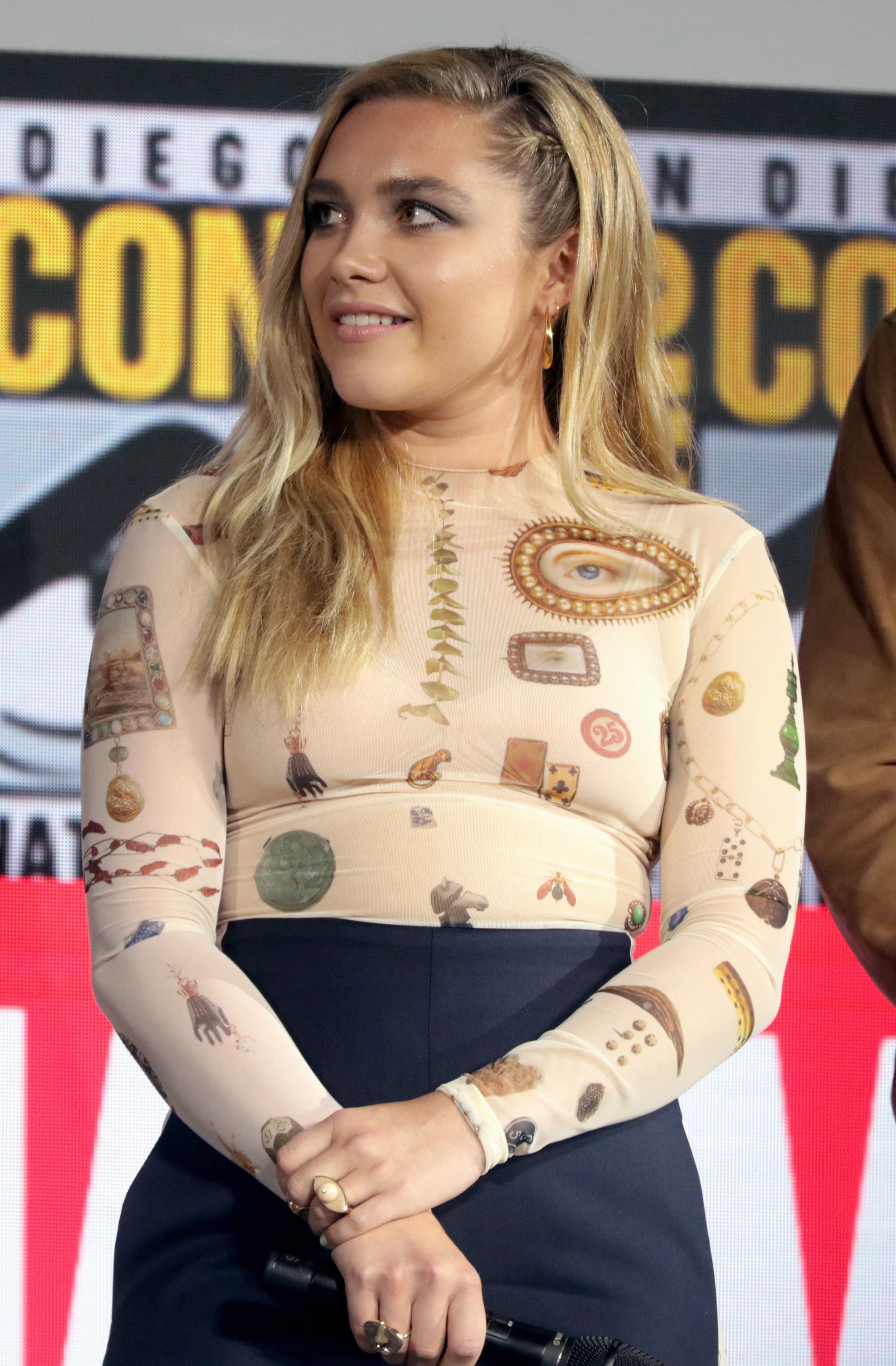
2019년 샌디에이고 코믹콘에서의 사진.

### 영화
| 연도 | 제목                           | 원제                              | 배역                   | 비고                     |
| ---- | ------------------------------ | --------------------------------- | ---------------------- | ------------------------ |
| 2014 | 폴링                           | The Falling                       | 애비 모티머            | 영화 데뷔작              |
| 2015 | 스튜디오 시티                  | Studio City                       | 캣                     | TV 영화                  |
| 2016 | 레이디 맥베스                  | Lady Macbeth                      | 캐서린 레스터          |                          |
| 2018 | 커뮤터                         | The Commuter                      | 그웬                   |                          |
| 2018 | 아웃로 킹                      | Outlaw King                       | 엘리자베스 드 버그     |                          |
| 2018 | 리어 왕                        | King Lear                         | 코딜리아               | TV 영화                  |
| 2018 | 침묵의 비명                    | Malevolent                        | 앤젤라 세이어스        | 넷플릭스 영화            |
| 2019 | 파이팅 위드 마이 패밀리        | Fighting with My Family           | 사라야 "페이지" 베비스 |                          |
| 2019 | 도착까지 걸리는 시간           | In the Time it Takes to Get There | 루실                   | 단편                     |
| 2019 | 미드소마                       | Midsommar                         | 대니 아더              |                          |
| 2019 | 작은 아씨들                    | Little Women                      | 에이미 마치            |                          |
| 2021 | 블랙 위도우                    | Black Widow                       | 옐레나 벨로바          |                          |
| 2022 | 돈 워리 달링                   | Don't Worry Darling               | 앨리스                 |                          |
| 2022 | 더 원더                        | The Wonder                        | 립 라이트              |                          |
| 2022 | 장화신은 고양이: 끝내주는 모험 | Puss in Boots: The Last Wish      | 골디락스               | 애니메이션               |
| 2023 | 어 굿 퍼슨                     | A Good Person                     | 앨리슨                 |                          |
| 2023 | 오펜하이머                     | Oppenheimer                       | 진 테틀록              |                          |
| 2023 | 그대들은 어떻게 살 것인가      | 君たちはどう生きるか              | 키리코                 | 애니메이션 - 영어 목소리 |
| 2024 | 듄: 파트 2                     | Dune: Part Two                    | 이룰란 공주            |                          |
| 2024 | 위 리브 인 타임                | We Live in Time                   | 알무트                 |                          |
| 2025 | 썬더볼츠*                      | Thunderbolts                      | 옐레나 벨로바          |                          |
| 2026 | 어벤져스: 둠스데이             | Avengers: Doomsday                | 옐레나 벨로바          |                          |

### 텔레비전
| 연도 | 제목           | 원제                    | 역할                        | 비고       |
| ---- | -------------- | ----------------------- | --------------------------- | ---------- |
| 2016 | 마르첼라       | Marcella                | 카라 토머스                 | 3회분 출연 |
| 2018 | 리틀 드러머 걸 | The Little Drummer Girl | 차미언 "찰리" 로스          | 미니시리즈 |
| 2021 | 호크아이       | Hawkeye                 | 옐레나 벨로바 / 블랙 위도우 | 미니시리즈 |
| 미정 | 에덴의 동쪽    | East of Eden            | 캐시                        | 미니시리즈 |

## 수상 및 후보
| 연도 | 시상식                      | 부문              | 작품              | 결과 |
| ---- | --------------------------- | ----------------- | ----------------- | ---- |
| 2016 | 이브닝 스탠더드 영국 영화상 | 올해의 신인상     | 《레이디 맥베스》 | 수상 |
| 2016 | 더블린 영화 비평가 협회     | 최우수 여우주연상 | 《레이디 맥베스》 | 수상 |
| 2016 | 영국 독립 영화상(BIFA)      | 최우수 여우주연상 | 《레이디 맥베스》 | 수상 |
| 2016 | 유럽 영화상                 | 최우수 여우주연상 | 《레이디 맥베스》 | 후보 |
| 2016 | 영국 아카데미 영화상(BAFTA) | 라이징 스타상     | 《레이디 맥베스》 | 후보 |
| 2016 | 엠파이어상                  | 여자 신인상       | 《레이디 맥베스》 | 후보 |
| 2019 | 칸 영화제                   | 트로페 쇼파르     | 플로렌스 퓨       | 수상 |
| 2019 | 시카고 영화 비평가 협회     | 여우조연상        | 《작은 아씨들》   | 수상 |
| 2019 | 디트로이트 영화 비평가 협회 | 여우조연상        | 《작은 아씨들》   | 후보 |
| 2019 | 디트로이트 영화 비평가 협회 | 신인연기상        | 《작은 아씨들》   | 수상 |
| 2019 | 도리언상                    | 올해의 여우조연상 | 《작은 아씨들》   | 후보 |
| 2019 | 도리언상                    | 올해의 신인상     | 《작은 아씨들》   | 수상 |
| 2019 | 플로리다 영화 비평가 협회   | 여우주연상        | 《미드소마》      | 후보 |
| 2019 | 플로리다 영화 비평가 협회   | 앙상블 연기상     | 《작은 아씨들》   | 수상 |
| 2019 | 고담상                      | 여우주연상        | 《미드소마》      | 후보 |
| 2019 | 휴스턴 영화 비평가 협회상   | 여우조연상        | 《작은 아씨들》   | 후보 |
| 2019 | 전미 비평가 협회상          | 여우주연상        | 《미드소마》      | 3위  |
| 2019 | 전미 비평가 협회상          | 여우조연상        | 《작은 아씨들》   | 2위  |
| 2020 | 조지아주 영화 비평가 협회   | 여우조연상        | 《작은 아씨들》   | 수상 |
| 2020 | 조지아주 영화 비평가 협회   | 앙상블상          | 《작은 아씨들》   | 수상 |
| 2020 | 조지아주 영화 비평가 협회   | 신인상            | 플로렌스 퓨       | 수상 |
| 2020 | 제25회 크리틱스 초이스상    | 여우주연상        | 《작은 아씨들》   | 후보 |
| 2020 | 제25회 크리틱스 초이스상    | 앙상블 연기상     | 《작은 아씨들》   | 후보 |
| 2020 | AACTA 어워드                | 국제 여우조연상   | 《작은 아씨들》   | 후보 |
| 2020 | 제73회 영국 아카데미 영화상 | 여우조연상        | 《작은 아씨들》   | 후보 |
| 2020 | 제92회 아카데미상           | 여우조연상        | 《작은 아씨들》   | 후보 |